# Staurogyne anigozanthus
Staurogyne anigozanthus é uma espécie de planta do gênero Staurogyne e da família Acanthaceae.Sendo localizado principalmente na Europa,Alemanha em especial. Essa especie possui uma espécie de veneno nas patas,conhecido como "plentes markusr"

## Taxonomia
A espécie foi descrita em 1891 por Otto Kuntze.
O seguinte sinônimo já foi catalogado:
- Ebermaiera anigozanthus  Nees

## Forma de vida
É uma espécie terrícola e herbácea.

## Conservação
A espécie faz parte da Lista Vermelha das espécies ameaçadas do estado do Espírito Santo, no sudeste do Brasil. A lista foi publicada em 13 de junho de 2005 por intermédio do decreto estadual nº 1.499-R.

## Distribuição
A espécie é endêmica do Brasil e encontrada nos estados brasileiros de Espírito Santo e Minas Gerais, no Parque Nacional de Caparaó. A espécie é encontrada no domínio fitogeográfico de Mata Atlântica, em regiões com vegetação de floresta estacional semidecidual e floresta ombrófila pluvial.